# Supersypnoides flavipuncta
Supersypnoides flavipuncta är en fjärilsart som beskrevs av W. Warren 1914. Supersypnoides flavipuncta ingår i släktet Supersypnoides och familjen nattflyn. Inga underarter finns listade i Catalogue of Life.